# Рид, Эллиотт
Эллиотт Рид (англ.  Elliott Reid), имя при рождении Эджворт Блэр Рид (англ.  Edgeworth Blair Reid; 16 января 1920 — 21 июня 2013) — американский актёр театра, радио, кино и телевидения 1930—1990-х годов.
Более всего Рид известен по ролям в комедиях «Джентльмены предпочитают блондинок» (1953) и «Отмороженный профессор» (1961). Он также сыграл в таких фильмах, как «История доктора Уоссела»(1944), «Сьерра» (1950), «Викки» (1953), «Мир женщины» (1954), «Пожнёшь бурю» (1960), «Это безумный, безумный, безумный, безумный мир» (1963), «Доведенный до ручки» (1963), «Я вернулась, дорогой» (1963) и «За мной, парни!» (1966).

## Ранние годы жизни и начало карьеры
Эджворт Блэр Рид, который позднее взял псевдоним Эллиотт Рид, родился 16 января 1920 года в Нью-Йорке. Его отец Блэр Рид был банкиром, а его мать Кристин Челленджер Рид — художницей. В детские годы Рид обучался актёрскому мастерству в различных детских профессиональных школах Манхэттена.

## Карьера на радио
В возрасте 15 лет Рид получил роль в документально-исторической радиопрограмме «Марш времени», где работал с Орсоном Уэллсом, который позднее пригласил его в свой театр Mercury Theatre. Некоторое время Рид работал одновременно на радио и в театре, став там постоянным актёром.
Позднее Рид временами возвращался на радио, где, в частности, играл в таких сериалах, как «Театр 5» и «Детективный радиотеатр CBS».

## Карьера в театре
В 1937 году Рид дебютировал на Бродвее как поэт Цинна в спектакле Mercury Theatre «Юлий Цезарь» (1937—1938), в котором актёры играли в современных костюмах. Затем Рид сыграл в спектакле Mercury «Праздник башмачника» (1938), после чего гастролировал по стране с бродвейскими хитами «Моя сестра Эйлин» и «Дамы в уединении».
В 1948 году Рид вернулся на бродвейскую сцену, сыграв в спектаклях «Макбет» (1948), «Две слепые мыши» (1949), «Провод под напряжением» (1950), «Двое в проходе» (1951—1952) и несколько позднее — «От А до Я» (1960).

## Карьера в кинематографе
В 1940 году Рид дебютировал в кино в драме «Бастионы, за которыми мы наблюдаем» (1940), которая была создана в документальном стиле продюсером киносериала «Марш времени» Луи де Рошемоном и повествует о том, какое воздействие на жителей небольшого американского городка оказала Первая мировая война.
В 1943 году Рид сыграл в комедии Жюля Дассена «Молодые идеи» (1943) с участием Сьюзан Питерс и Мэри Астор, а год спустя — в приключенческой драме Сесиля Демилля «История доктора Уоссела» (1944) с Гэри Купером в заглавной роли. После эпизодической роли в фильме нуар «Двойная жизнь» (1947) Рид вновь появился на большом экране в 1950 году в вестерне «Сьерра» (1950) с участием Оди Мёрфи.
В 1951 году в антисоветском шпионском фильме «Рука с хлыстом» (1950) Рид исполнил главную роль американского журналиста, который стремится предотвратить отравление врагами-коммунистами запасов пресной воды в Америке. Отметив очень скромный бюджет, нелепый сюжет и очевидный параноидальный характер картины, рецензент журнала Time Out при этом указал на увлекательное развитие действия и некоторые интересные художественные решения, которые ввёл режиссёр Уильям Кэмерон Мензис. Вместе с тем, актёрская игра была оценена невысоко. По мнению кинокритика Хэла Эриксона, Рид был «неудачно взят на роль героя» в этом фильме.
В фильме нуар «Викки» (1953), ремейке успешного фильма «Ночной кошмар» (1941), Рид сыграл одну из главных ролей промоутера начинающей актрисы (Джин Питерс), который становится подозреваемым в её убийстве. Фильм получил сдержанные отзывы критики. В частности, кинообозреватель Босли Краузер в «Нью-Йорк таймс» написал: «В свете того факта, что „Ночной кошмар“ был не такой уж выдающейся картиной, не удивительно, что и его лёгкая переделка не стала впечатляющим драматическим блюдом». Вместе с тем, Краузер положительно оценил работу Рида и некоторых других актёров, «которые делают всё возможное, чтобы показать, что они разыгрывают захватывающую историю». По мнению современного критика Крейга Батлера, «это довольно легко забываемый фильм. Разница (в сравнении с „Ночным кошмаром“) заключается в составе актёров и в режиссёре, и эта разница имеет решающее значение. Матьюр и Грейбл в старом фильме внесли в свои роли звёздную мощь и поразительно сильный талант (что не всегда можно было сказать об этих актёрах). Получив те же самые роли (и в значительной степени те же реплики) в „Викки“, Эллиотт Рид и Джинн Крейн просто не дотянули до них по своему уровню». Как далее пишет Батлер, «Рид — законченный легковес, не способный придать роли ничего, кроме поверхностного прочтения — и в придачу он раздражает». Хоган также отмечает, что «игравший иногда главные роли Эллиотт Рид выглядит здесь как легковес — что вполне соответствует содержанию фильма, так как в этой версии в центре внимания находится не дилемма Кристофера, а беспринципная натура Викки».
Как отмечено в некрологе актёра в «Лос-Анджелес Таймс», «хотя у Рида было немало драматических ролей, более всего он известен своими комическими ролями в таких фильмах, как „Джентльмены предпочитают блондинок“ (1953)». В этой картине Рид «памятно сыграл Эрни Мэлоуна», частного следователя, нанятого, чтобы проследить за Лорелей Ли (Мэрилин Монро), которую богатый отец её жениха подозревает в том, что она охотится за его богатством. По ходу действия Мэлоун влюбляется в лучшую подругу Монро, Дороти Шоу, которую играет Джейн Расселл. Кинокритик Уильям Брогдон в журнале Variety написал, что «Рид прекрасно справляется со своей романтической ролью». Эту роль Рида как одну из его лучших отметили также Анита Гейтс из «Нью-Йорк Таймс» и Хиллари Льюис из «Голливуд Репортер», а Хэл Эриксон прямо указывает, что «эта роль стала вершиной его карьеры».
В 1954 году в звёздной мелодраме Жана Негулеско «Мир женщины» (1954) Рид сыграл племянника крупного автомобильного магната (Клифтон Уэбб), который решает провести уикенд на свой вилле вместе с несколькими своими сотрудниками и их жёнами, чтобы выбрать среди них лучшего кандидата на должность нового генерального директора своей компании.
Следующий раз Рид появился на большом экране лишь шесть лет спустя. Он сыграл прокурора маленького южного городка в остросоциальной судебной драме «Пожнёшь бурю» (1960), в которой учителя судят за то, что он преподаёт ученикам теорию Дарвина. Критика была единодушно высокого мнения о картине. В частности, Босли Краузер в «Нью-Йорк Таймс» назвал её «триумфальной киноверсией пьесы», написав, что режиссёр Стенли Крамер дал «не только наглядное и убедительное воплощение темы, но и добился одного из самых ярких и захватывающих проявлений актёрского мастерства, когда-либо виденных на экране». В этой связи критик особенно выделил игру звёзд картины Спенсера Трейси и Фредрика Марча, в тени которых остались другие актёры.
Свою следующую заметную роль Рид сыграл в диснеевской комедии «Отмороженный профессор» (1961), где он предстал в образе профессора Эштона, самоуверенного коллеги и романтического соперника главного героя картины, талантливого, но рассеянного профессора Брейнарда (Фред Макмюррей), изобретающего резину с необыкновенными энергетическими свойствами, которую он называет «флаббер». Рид снова сыграл профессора Эштона в сиквеле этой картины под названием «Сын Флаббера» (1963).
В том же году Рид сыграл небольшие роли в приключенческой комедии Стенли Крамера «Это безумный, безумный, безумный, безумный мир» (1963), а также в двух романтических комедиях с участием Дорис Дэй и Джеймса Гарнера — «Я вернулась, дорогой» (1963) и «Доведенный до ручки» (1963). Кроме того, Рид сыграл в комедиях «Кто спал в моей постели» (1963) с Дином Мартином и Элизабет Монтгомери и «Хитрые дельцы» (1963) с Ли Ремик и Джеймсом Гарнером. До конца 1960-х годов Рид сыграл в диснеевских комедиях «За мной, парни!» (1966) и «Призрак Черной Бороды» (1968). Позднее Рид появился в эпизодических ролях в комедиях «Небеса могут подождать» (1978) и «Молодой Эйнштейн» (1988).

## Карьера на телевидении
С 1950 по 1995 год Рид постоянно работал на телевидении, сыграв за этот период в 130 эпизодах 84 различных сериалов и телепрограмм.
На телевидении он, в частности, играл телесериале «Альфред Хичкок представляет» (1955—1958, 2 эпизода), «Все в семье» (1976) и «Создавая женщину» (1987). Он также играл в эпизодах сериалов «Я люблю Люси» (1955), «Перри Мейсон» (1959), «Семейка монстров» (1965, 1 эпизод) и «Она написала убийство» (1988). Кроме того, на телевидении Рид играл постоянную отца Дарлин Карр в еженедельном сериале «Мисс Уинслоу и сын» (1979, 6 эпизодов).
Как отмечает Эриксон, Рид также добился признания как остроумный политический сатирик в таких телешоу, как «Программа Джека Паара» (1958—1961, 9 эпизодов)и в «Это была неделя, которая была» (1964, 2 эпизода). Он также был частым гостем в Шоу Дины Шор (1957—1958, 11 эпизодов).
Помимо актёрской работы в 1980-е годы Рид также выступил как сценарист эпизодов сериалов «Лу Грант» (1981, 1 эпизод), «Лодка любви» (1981, 1 эпизод), «С любовью, Сидни» (1982, 1 эпизод) и «После МЭШа» (1983—1984, 3 эпизода).

## Имитатор
Будучи одаренным имитатором, Рид разработал образ президента Кеннеди, который он исполнил для президента на обеде в Вашингтоне в 1962 году. Журнал Time сообщил, что президент был «потрясён» этим выступлением.

## Оценка творчества
Эллиотт Рид был «многолетним характерным актёром, хорошо знакомым телевизионной и киноаудитории». У него также было много запоминающихся ролей в театре и на радио. Как полагает Хэл Эриксон, лучше всего Риду давались комедийные роли. По мнению большинства критиков, более всего Рид известен по роли влюблённого частного детектива Эрни Мэлоуна в комедии «Джентльмены предпочитают блондинок» (1953) с где его партнёршами были Джейн Расселл и Мэрилин Монро. Другой работой, по которой Рида помнят более всего, была роль нахального профессора Эштона в диснеевской комедии «Отмороженный профессор» (1961).

## Смерть
Эллиотт Рид умер 21 июня 2013 года в доме престарелых Студио-Сити, Лос-Анджелес, в возрасте 93 лет, от сердечной недостаточности.

## Фильмография

### Как актёр
| Год         |    | Русское название                                | Оригинальное название                     | Роль                                             |
| ----------- | -- | ----------------------------------------------- | ----------------------------------------- | ------------------------------------------------ |
| 1940        | ф  | Бастионы, за которыми мы наблюдаем              | The Ramparts We Watch                     | Ральф Гилкрайст                                  |
| 1943        | ф  | Молодые идеи                                    | Young Ideas                               | Джефф Эванс                                      |
| 1944        | ф  | История доктора Уоссела                         | The Story of Dr. Wassell                  | Уильям «Энди» Андерсон                           |
| 1947        | ф  | Двойная жизнь                                   | A Double Life                             | актёр в «Лакее-джентльмене»                      |
| 1947        | с  | Телевизионный театр «Крафт»                     | Kraft Television Theatre                  | (1 эпизод)                                       |
| 1950        | ф  | Сьерра                                          | Сьерра                                    | Дюк Лафферти                                     |
| 1950        | с  | Театр Пулитцеровской премии                     | Pulitzer Prize Playhouse                  | (1 эпизод)                                       |
| 1951        | ф  | Рука с хлыстом                                  | The Whip Hand                             | Мэтт Корбин                                      |
| 1952        | с  | Городской тост                                  | Toast of the Town                         | играет сам себя (1 эпизод)                       |
| 1953        | ф  | Джентльмены предпочитают блондинок              | Gentlemen Prefer Blondes                  | Эрни Мелоун                                      |
| 1953        | ф  | Викки                                           | Vicki                                     | Стив Кристофер                                   |
| 1953— 1954  | с  | Театр «Кемпбелл»                                | Campbell Playhouse                        |                                                  |
| 1953— 1956  | с  | Омнибус                                         | Omnibus                                   | разные роли (2 эпизода)                          |
| 1954        | ф  | Мир женщины                                     | Woman's World                             | Тони Эндрюс                                      |
| 1954        | с  | Роберт Монтгомери представляет                  | Robert Montgomery Presents                | Алистер Кокран (1 эпизод)                        |
| 1954        | с  | Телевизионный театр Goodyear                    | Goodyear Television Playhouse             | (1 эпизод)                                       |
| 1954        | с  | Театр «Пепси-колы»                              | The Pepsi-Cola Playhouse                  | Генри Бенсон (1 эпизод)                          |
| 1954        | с  | Шоу Реда Баттонса                               | The Red Buttons Show                      | (1 эпизод)                                       |
| 1954        | с  | Авансцена                                       | Center Stage                              | (1 эпизод)                                       |
| 1954        | с  | Театр Милтона Берла                             | Texaco Star Theatre Starring Milton Berle | играет сам себя (1 эпизод)                       |
| 1955        | с  | Я люблю Люси                                    | I Love Lucy                               | Эд Уоррен (1 эпизод)                             |
| 1955        | с  | Телевизионный театр «Форда»                     | The Ford Television Theatre               | разные роли (2 эпизода)                          |
| 1955        | с  | Видеотеатр «Люкс»                               | Lux Video Theatre                         | разные роли (2 эпизода)                          |
| 1955        | с  | Кульминация                                     | Climax!                                   | Скотти Хендерсон (1 эпизод)                      |
| 1955 — 1958 | с  | Альфред Хичкок представляет                     | Alfred Hitchcock Presents                 | разные роли (2 эпизода)                          |
| 1955 — 1959 | с  | Миллионер                                       | The Millionaire                           | разные роли (2 эпизода)                          |
| 1956        | с  | Театр четырёх звёзд                             | Four Star Playhouse                       | Барни (1 эпизод)                                 |
| 1956        | с  | Наша мисс Брукс                                 | Our Miss Brooks                           | Пол Бэгли (1 эпизод)                             |
| 1956        | с  | Касабланка                                      | Casablanca                                | Аллардайс Ньютон (1 эпизод)                      |
| 1957— 1958  | с  | Шоу Дины Шор                                    | The Dinah Shore Chevy Show                | играет сам себя (11 эпизодов)                    |
| 1958        | с  | Шоу Фила Силверса                               | The Phil Silvers Show                     | Айра Котсворт (1 эпизод)                         |
| 1958—1961   | с  | Сегодня вечером с Джеком Пааром                 | Tonight Starring Jack Paar                | играет сам себя (9 эпизодов)                     |
| 1959        | с  | Письмо к Лоретте                                | Letter to Loretta                         | Марк Ваксман (1 эпизод)                          |
| 1959        | с  | Освободите место для папочки                    | Make Room for Daddy                       | Лесли Торндайк (1 эпизод)                        |
| 1959        | с  | Час «Юнайтед Стейтс Стил»                       | The United States Steel Hour              | Фрэнк Хейнс (1 эпизод)                           |
| 1959        | с  | Перри Мейсон                                    | Perry Mason                               | Терри Бланчард (1 эпизод)                        |
| 1959        | с  | Театр «Goodyear»                                | Goodyear Theatre                          | Эрик Рэндалл (1 эпизод)                          |
| 1959        | с  | Театр звезд «Шлитц»                             | Schlitz Playhouse of Stars                | Кенни (1 эпизод)                                 |
| 1960        | ф  | Пожнёшь бурю                                    | Inherit the Wind                          | прокурор Том Дэвенпорт                           |
| 1961        | ф  | Отмороженный профессор                          | The Absent Minded Professor               | профессор Шелби Эштон                            |
| 1961        | с  | Сёрфсайд 6                                      | Surfside 6                                | Расти Белл (1 эпизод)                            |
| 1961        | с  | Марджи                                          | Margie                                    | Огилви (1 эпизод)                                |
| 1961        | с  | Шоу Гертруды Берг                               | The Gertrude Berg Show                    | Лес, директор (1 эпизод)                         |
| 1961        | с  | Ревущие 20-е                                    | The Roaring 20's                          | Алвин С. Хинки «Динки» Джонс (1 эпизод)          |
| 1961        | с  | Питер любит Мэри                                | Peter Loves Mary                          | доктор Линч (1 эпизод)                           |
| 1961        | с  | Городской тост                                  | Toast of the Town                         | комик (1 эпизод)                                 |
| 1961        | с  | Шоу Джейн Пауэлл                                | The Jane Powell Show                      | Лесли (1 эпизод)                                 |
| 1962        | тф | Поздравление с днём рождения Президента Кеннеди | President Kennedy's Birthday Salute       | играет сам себя (1 эпизод)                       |
| 1962        | с  | Джеки Глисон: Журнал американской сцены         | Jackie Gleason: American Scene Magazine   | имитатор Президента Джона Ф. Кеннеди (1 эпизод)  |
| 1963        | ф  | Я вернулась, дорогой                            | Move Over, Darling                        | доктор Херман Шлик                               |
| 1963        | ф  | Сын Флаббера                                    | Son of Flubber                            | профессор Шелби Эштон                            |
| 1963        | ф  | Доведенный до ручки                             | The Thrill of It All                      | Майк Палмер                                      |
| 1963        | ф  | Хитрые дельцы                                   | The Wheeler Dealers                       | Леонард                                          |
| 1963        | ф  | Кто спал на моей кровати?                       | Who's Been Sleeping in My Bed?            | Том Эдвардс                                      |
| 1963        | ф  | Это безумный, безумный, безумный, безумный мир  | It's a Mad, Mad, Mad, Mad World           | доктор Чадвик (только голос, в титрах не указан) |
| 1963        | с  | Шоу недели «Дюпон»                              | The DuPont Show of the Week               | Харрисон Хантер (1 эпизод)                       |
| 1963        | с  | Час Альфреда Хичкока                            | The Alfred Hitchcock Hour                 | Дейв Деннис (1 эпизод)                           |
| 1963— 1965  | с  | Шоу Люси                                        | The Lucy Show                             | разные роли (2 эпизода)                          |
| 1964        | с  | Защитники                                       | The Defenders                             | Оскар Фрейлок (1 эпизод)                         |
| 1964        | с  | Это была неделя, которая была                   | That Was the Week That Was                | ведущий шоу (2 эпизода)                          |
| 1964        | с  | Харрис против мира                              | Harris Against the World                  | (1 эпизод)                                       |
| 1955        | с  | Это всегда Джен                                 | It's Always Jan                           | (1 эпизод)                                       |
| 1955        | с  | Первый ряд в центре                             | Front Row Center                          | Уин Страффорд (1 эпизод)                         |
| 1955        | с  | Мой любимый муж                                 | My Favorite Husband                       | (1 эпизод)                                       |
| 1965        | с  | Семейка монстров                                | The Munsters                              | доктор Харви Бакстер (1 эпизод)                  |
| 1966        | ф  | За мной, парни!                                 | Follow Me, Boys!                          | Ральф Гастингс                                   |
| 1966        | с  | Долгое жаркое лето                              | The Long, Hot Summer                      | Никки (1 эпизод)                                 |
| 1966        | с  | Дикий дикий запад                               | The Wild Wild West                        | губернатор Маркус Хоуторн (1 эпизод)             |
| 1966        | с  | Шоу Джекки Глисона                              | The Jackie Gleason Show                   | Фрэнк Меривезер (1 эпизод)                       |
| 1966        | тф | Вербовщики                                      | The Recruiters                            |                                                  |
| 1966        | с  | Шоу Мерва Гриффина                              | The Merv Griffin Show                     | играет сам себя (1 эпизод)                       |
| 1968        | ф  | Призрак Чёрной Бороды                           | Blackbeard's Ghost                        | телекомментатор                                  |
| 1969        | ф  | Чудик какой-то                                  | Some Kind of a Nut                        | садовник Андерс                                  |
| 1969        | с  | Губернатор и Джей Джей                          | The Governor & J.J.                       | Эрнест Галли - младший (1 эпизод)                |
| 1969        | с  | Хорошие парни                                   | The Good Guys                             | Ральф Арнольд (1 эпизод)                         |
| 1969 — 1971 | с  | Любовь по-американски                           | Love, American Style                      | разные роли (2 эпизода)                          |
| 1969 — 1974 | с  | Вот — Люси                                      | Here's Lucy                               | разные роли (4 эпизода)                          |
| 1971 — 1972 | с  | Новое шоу Дика Ван Дайка                        | The New Dick Van Dyke Show                | Эллиотт (2 эпизода)                              |
| 1972        | с  | Странная парочка                                | The Odd Couple                            | Джерард Фергюсон (1 эпизод)                      |
| 1972        | с  | Температуры растут                              | Temperatures Rising                       | Дрисколл (1 эпизод)                              |
| 1973        | с  | Много удачи                                     | Lotsa Luck                                | доктор Шрагер (1 эпизод)                         |
| 1974        | с  | Дневной спектакль ABC                           | The ABC Afternoon Playbreak               | Гэри Уитман (1 эпизод)                           |
| 1975        | с  | Барни Миллер                                    | Barney Miller                             | Ужйн Боули (1 эпизод)                            |
| 1975        | с  | Док                                             | Doc                                       | Прайс (1 эпизод)                                 |
| 1976        | с  | Все в семье                                     | All in the Family                         | Гарольд Таннен (1 эпизод)                        |
| 1977        | с  | Джеймс в 15                                     | James at 15                               | мистер Хаффтон (1 эпизод)                        |
| 1977        | с  | Розетти и Райан                                 | Rosetti and Ryan                          | Энтвисл (1 эпизод)                               |
| 1977        | с  | Окончательное предупреждение                    | Final Warning                             | играет сам себя (1 эпизод)                       |
| 1978        | ф  | Небеса могут подождать                          | Heaven Can Wait                           | официант (в титрах не указан)                    |
| 1978        | с  | Сами по себе                                    | On Our Own                                | Клаус фон Гильденберг (2 эпизода)                |
| 1978        | с  | Второе окончательное предупреждение             | Second Final Warning                      | играет сам себя (1 эпизод)                       |
| 1979        | с  | Мисс Уинслоу и сын                              | Miss Winslow and Son                      | Уоррен Уинслоу (6 эпизодов)                      |
| 1980        | с  | Один на миллион                                 | One in a Million                          | Бинки (1 эпизод)                                 |
| 1983        | с  | После МЭШа                                      | After MASH                                | Гарольд Фритцелл (1 эпизод)                      |
| 1983        | с  | Непридуманные истории                           | Tales of the Unexpected                   | Дик Арчер (1 эпизод)                             |
| 1984        | с  | Однажды за один раз                             | One Day at a Time                         | обедающий (1 эпизод)                             |
| 1984        | с  | Факты из жизни                                  | The Facts of Life                         | судья (1 эпизод)                                 |
| 1985        | с  | Маленькое чудо                                  | Small Wonder                              | мистер Корбетт (1 эпизод)                        |
| 1987        | с  | Создавая женщину                                | Designing Women                           | Ламар Тайсон (1 эпизод)                          |
| 1988        | ф  | Молодой Эйнштейн                                | Young Einstein                            | охранник в приюте (в титрах Тед Рид)             |
| 1988        | с  | Это жизнь                                       | It's a Living                             | Фрэнк (1 эпизод)                                 |
| 1988        | с  | Она написала убийство                           | Murder, She Wrote                         | Джонатан Килер (1 эпизод)                        |
| 1990        | с  | Мистер Бельведер                                | Mr. Belvedere                             | Рэндалл (1 эпизод)                               |
| 1992        | с  | Сайнфелд                                        | Seinfeld                                  | мистер Армстронг (1 эпизод)                      |
| 1995        | с  | Может быть, на этот раз                         | Maybe This Time                           | Генри (1 эпизод)                                 |

### Как сценарист
| Год        |   | Русское название | Оригинальное название | Роль      |
| ---------- | - | ---------------- | --------------------- | --------- |
| 1981       | с | Лу Грант         | Lou Grant             | 1 эпизод  |
| 1981       | с | Лодка любви      | The Love Boat         | 1 эпизод  |
| 1982       | с | С любовью, Сидни | Love, Sidney          | 1 эпизод  |
| 1983— 1984 | с | После МЭШ        | After MASH            | 3 эпизода |